# Trevor Manuel
Trevor Andrew Manuel (31 gennaio 1956) è un politico sudafricano che ha servito nel governo del Sudafrica come Ministro delle Finanze dal 1996 al 2009, durante le presidenze di Nelson Mandela, Thabo Mbeki e Kgalema Motlanthe, e successivamente come Ministro della Presidenza per il National Planning Commission dal 2009 al 2014 sotto l'ex presidente Jacob Zuma.

## Infanzia
Trevor Manuel è nato a Kensington (Cape Town), durante l'era dell'apartheid ed è stato classificato come Meticcio del Capo. Sua madre, Philma van Söhnen, era un'operaia di una fabbrica di abbigliamento e suo padre, Abraham James Manuel, era un disegnatore. Secondo la "leggenda di famiglia" di Manuel, il suo bisnonno era un immigrato portoghese che aveva sposato una donna indigena.

## Vita pubblica
Manuel è entrato nella vita pubblica nel 1981 come Segretario generale del Comitato di azione per gli alloggi nelle aree del Capo, dopo di che è diventato membro esecutivo nazionale dello United Democratic Front (UDF). Nel settembre 1985 Manuel è stato arrestato e poi bandito fino al 31 agosto 1990. Tuttavia, il divieto di Manuel è stato revocato il 25 marzo 1986 dopo che è stato stabilito che non era in linea con le disposizioni della Legge sulla sicurezza interna. Il 15 agosto 1986 Manuel è stato nuovamente detenuto secondo le norme di emergenza per quasi due anni, fino a luglio 1988. È stato rilasciato dalla detenzione sotto restrizioni severe, ma prontamente trattenuto di nuovo nel settembre 1988, questa volta fino a febbraio 1989. Il suo rilascio è avvenuto con ordini di restrizione molto rigidi e severi.

### Post-apartheid

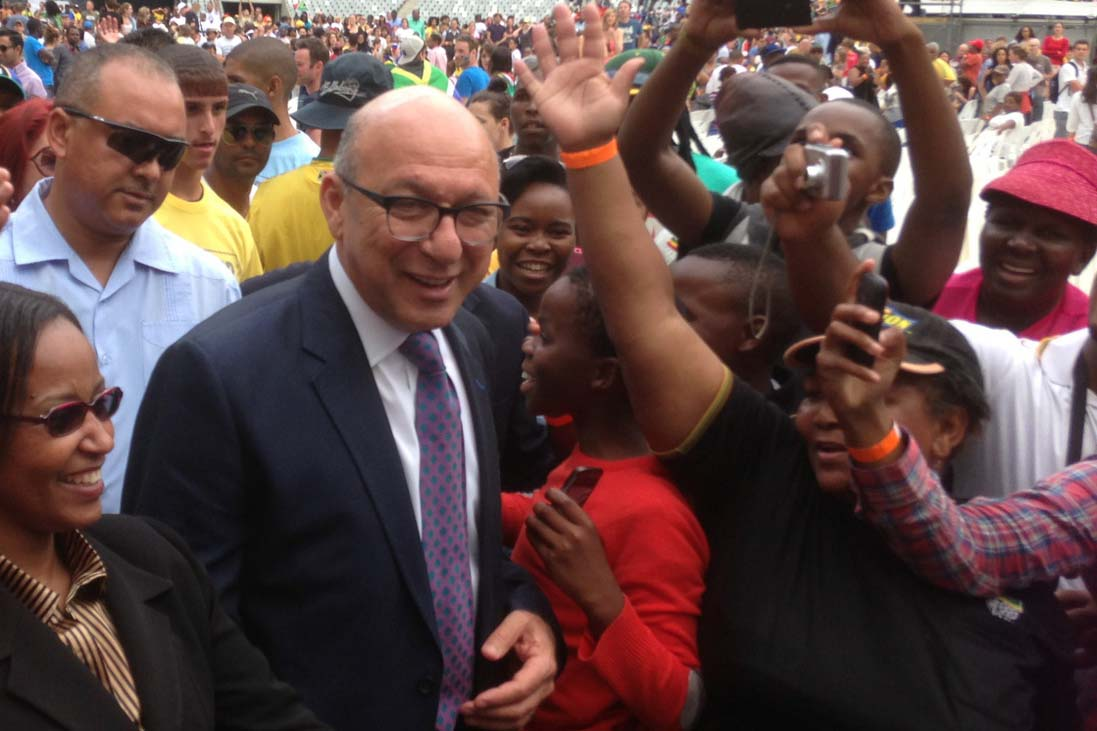
Manuel al concerto commemorativo di Nelson Mandela al Cape Town Stadium nel 2013

Dopo il disarmo del Congresso Nazionale Africano (ANC), Manuel è stato nominato vice-coordinatore nella provincia del Capo occidentale. Nel 1990, alla prima conferenza regionale dell'ANC, Manuel è stato eletto segretario della pubblicità. Alla conferenza nazionale dell'ANC del 1991 Manuel è stato eletto nel Comitato Esecutivo Nazionale. Nel 1992 Manuel è diventato capo del Dipartimento di Pianificazione Economica dell'ANC. Manuel è stato eletto Membro del Parlamento dell'ANC nel 1994 ed è stato nominato Ministro del Commercio e dell'Industria dal presidente Nelson Mandela; due anni dopo, nel 1996, è stato trasferito alla carica di Ministro delle Finanze.
Il Forum economico mondiale ha selezionato Manuel come "Global Leader for Tomorrow" nel 1994, e ha ricevuto numerosi premi e riconoscimenti internazionali per i suoi successi.
Il Sudafrica ha registrato il suo primo avanzo di bilancio nel 2007. All'aumento delle entrate è stata attribuita una combinazione di maggiore prosperità, prezzi elevati delle materie prime e una base imponibile più ampia. Manuel ha aumentato le spese per l'istruzione, gli alloggi ed i servizi igienico-sanitari.
Nelle elezioni del 2002 per il Comitato Esecutivo Nazionale dell'ANC, Manuel si è classificato al primo posto. Alla conferenza dell'ANC a Polokwane nel dicembre 2007, è stato nuovamente eletto nel Comitato Esecutivo Nazionale, questa volta al 57º posto con 1.590 voti. Nell'aprile 2008 Manuel è stato nominato cancelliere della Cape Peninsula University of Technology.
Nel settembre 2008, il Fondo monetario internazionale ha commissionato un "Comitato per la riforma governativa del FMI", che sarà presieduto da Manuel. Questa relazione è stata presentata nel marzo 2009.
Secondo i documenti visti da The Citizen, Manuel avrebbe presumibilmente approvato un contratto di modernizzazione presso il SA Revenue Service (Sars), del valore di 100 milioni di Rand, pari a 1 miliardo di Rand, senza seguire le dovute procedure.
Nell'agosto 2017, HAWK avrebbe chiesto a Trevor Manuel e a Pravin Gordhan di fornire una dichiarazione giurata sulla creazione di un'unità di intelligence della SARS per spiare i politici.

### Dimissioni e rielezione

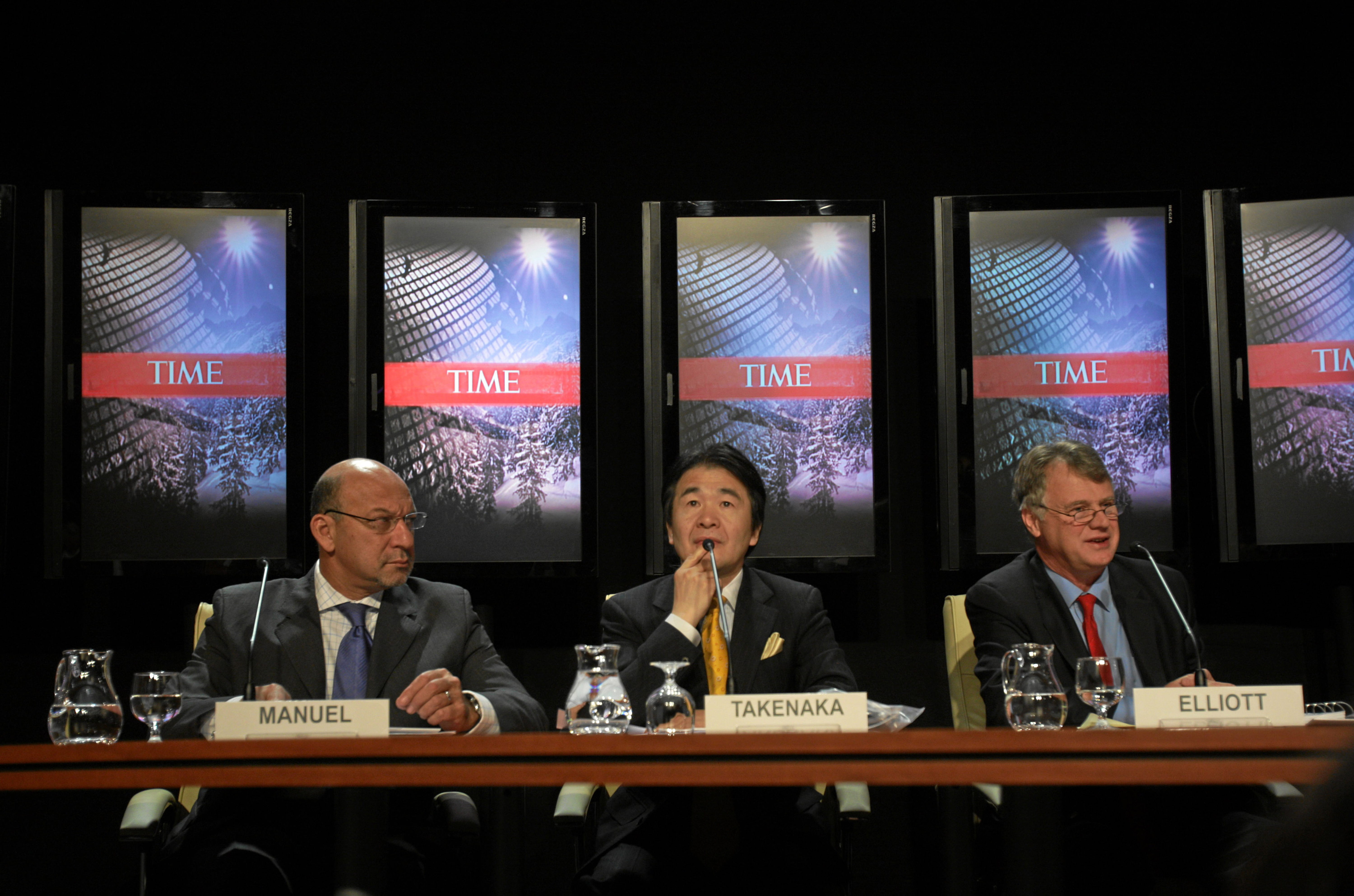
World Economic Forum Annual Meeting (28 gennaio 2009. Davos)

Il 23 settembre 2008, Trevor Manuel ha rassegnato le dimissioni come Ministro delle Finanze insieme ad altri membri del gabinetto dopo le dimissioni del presidente Thabo Mbeki, sconvolgendo il mercato finanziario, ma è stato successivamente annunciato che sarebbe stato disposto a continuare a servire sotto il prossimo presidente. Manuel ha spiegato le dimissioni come un gesto di principio ed ha espresso la sua sorpresa per la reazione del mercato. È stato mantenuto il suo posto nel gabinetto del successore di Mbeki, Kgalema Motlanthe, che è stato annunciato il 25 settembre.

### Diverbio pubblico con Jimmy Manyi
Il 2 marzo 2011, Manuel ha pubblicato una lettera aperta a Jimmy Manyi, il portavoce del governo sudafricano, in cui lo accusava di razzismo e lo paragonava a Hendrik Verwoerd. Questa lettera è stata precipitosa per le osservazioni che Manyi ha fatto in merito ad una modifica delle leggi sul lavoro che aveva proposto nel suo precedente incarico di Direttore Generale del Lavoro. Questi cambiamenti incidono sulla quota razziale che i datori di lavoro in Sudafrica devono applicare alla loro forza lavoro. In precedenza dovevano riflettere la composizione etnica della comunità locale; che ora sarebbe stata modificata nella composizione del paese nel suo insieme. Un tale cambiamento avrebbe gravi conseguenze per la comunità di colore del Capo Occidentale e per la comunità indiana del KwaZulu-Natal. Per quanto riguarda i primi solo il 10% dei posti di lavoro sarebbe disponibile in regioni in cui la maggioranza è del 60%. Manyi ha sostenuto che c'era un "surplus" di uomini di colore nel Capo Occidentale e che questo "problema" si sarebbe dovuto risolvere facendo in modo che i membri di questa comunità si diffondano in altre province, una soluzione simile a quella del trasferimento durante l'apartheid.
La brusca reazione di Manuel alle osservazioni di Manyi ha suscitato una risposta altrettanto acuta da parte di Paul Ngobeni, un importante sostenitore di Jacob Zuma e di John Hlophe.

### Inviato speciale dell'Unione Africana per la COVID-19 e diverbio con l'EFF
Nell'aprile 2020, Cyril Ramaphosa, presidente del Sudafrica e presidente dell'Unione africana, ha nominato Manuel come inviato speciale in vista dell'epidemia di COVID-19.
L'Economic Freedom Fighters (EFF) ha criticato la sua nomina, sostenendo che fosse un "fantoccio" del "capitale monopolistico bianco".  In precedenza, Manuel aveva portato avanti con successo una causa per diffamazione contro l'EFF presso l'Alta Corte di Johannesburg, dopo che l'EFF aveva sostenuto che fosse stato coinvolto in modo corrotto nella selezione del commissario dell'Agenzia delle entrate sudafricana.

## Vita privata
Trevor Manuel ha sposato Lynne Matthews nel 1985. La coppia ha avuto tre figli Govan, Pallo e Jaime. La coppia si è separata nel 2001 e ha divorziato nel 2007. Più tardi Manuel ha sposato Maria Ramos il 27 dicembre 2008 all'età di 52 anni.

## Controversie
Gli Hawks hanno incriminato Manuel e il suo ex delegato, Jabu Moleketi, per fornire dichiarazioni giurate riguardo alla creazione di un'unità investigativa speciale nel South African Revenue Service (SARS) che avrebbe spiato i politici. La National Prosecuting Authority (NPA) ha indagato sull'unità in un'indagine in cui è stato convocato l'ex ministro delle finanze Pravin Gordhan.